# Carl-Heinrich von Stülpnagel
Carl-Heinrich von Stülpnagel, född 2 januari 1886 i Berlin, Tyskland, död 30 augusti 1944 i Berlin, var en tysk militär, general av infanteriet den 20 april 1939. 

## Biografi
von Stülpnagel var under andra världskriget general i den tyska armén. I februari 1942 utsågs han till militär befälhavare i det av Tyskland ockuperade Frankrike.
Efter 20 juli-attentatet mot Adolf Hitler 1944 kallades von Stülpnagel till Berlin. Under färden dit stannade han i Verdun för att skjuta sig. Självmordsförsöket lyckades dock inte, utan han blev istället blind. Den 30 augusti 1944 ställdes han inför Volksgerichtshof för sin inblandning i attentatet och dömdes till döden. von Stülpnagel avrättades genom hängning tillsammans med Eberhard Finckh och Hans Otfried von Linstow i Plötzenseefängelset i Berlin.

## Populärkultur
I filmen Rommel från 2012 gestaltas Carl-Heinrich von Stülpnagel av den tyske skådespelaren Hubertus Hartmann.